# ハンス・ボッタームント
ハンス・ボッタームント（ドイツ語: Hans Bottermund, 1892年1月24日 - 1949年4月30日）は、ドイツのチェロ奏者、作曲家。

## 生涯
ライプツィヒの生まれ。1903年から1905年まで地元の音楽院でユリウス・クレンゲルにチェロを学び、1905年から1907年までフーゴ・ベッカーに師事した。1907年から1909年まではアメリカに留学してボストンのアルウィン・シュレーダーの薫陶を受けたが、1909年に帰国後は1911年まで再びクレンゲルの下で修業した。その後は、ライプツィヒ・ゲヴァントハウス管弦楽団、ドレスデン宮廷劇場やフランクフルト・ムゼウム管弦楽団等のチェロ奏者を務め、1925年から翌年までフランクフルトのホッホ音楽院で教鞭をとった。1926年から亡くなるまでベルリン・フィルハーモニー管弦楽団の首席チェロ奏者を務めている。
ベルリンにて没。